# Roope Latvala
Roope Latvala (Helsinki, 25 giugno 1970) è un chitarrista finlandese.
Noto per aver militato dal 2003 al 2015 nei Children Of Bodom dal 2000 al 2004 nei Sinergy. È stato anche il fondatore degli Stone. 
Latvala ha iniziato a suonare la chitarra all'età di 15 anni. Nel 1985, insieme a Janne Joutsenniemi, fonda la band Stone. Durante i successivi sei anni, gli Stone registrano quattro album, pubblicando inoltre materiale live e compilations.
Dopo lo smantellamento del gruppo nel 1991, Roope registra con il fratello l'album strumentale Latvala Bros. Successivamente, partecipa a numerosi side projects, quali ad esempio Dementia, Nomicon, Pornonorsu, Jailbreakers, Gloomy Grim e Soulgrind. Infine trova posto fisso con la band Waltari, e rimane nel gruppo per i sei anni successivi.
Nel 2001, Latvala si unisce alla band di Kimberly Goss, i Sinergy, dove conosce Alexi Laiho. Quando Alexander Kuoppala, chitarrista ritmico dei Bodom, lascia la band nel 2003, lo stesso Latvala si offre come sostituto momentaneo della band, diventandone membro ufficiale in seguito.
Nel 2015 si separa dai Children of Bodom dopo 12 anni di militanza. Nel 2008 ha anche contribuito all'album Twilight of the Thunder God degli Amon Amarth con un assolo nella titletrack.